# Ambrakia
Ambrakia – kolonia Koryntu nad Morzem Jońskim. Założona w roku 625 p.n.e. Po podporządkowaniu przez Rzym w 189 p.n.e. zaczęła tracić znaczenie. Ostatecznie utraciła swoją pozycję na rzecz Nikopolis, po ufundowaniu którego w roku 28 p.n.e. przesiedlono pozostałych mieszkańców. 
Obecnie w miejscu dawnej Ambrakii, na północ od Zatoki Ambrakijskiej, zlokalizowana jest miejscowość Arta. Znajdują się tam pozostałości dawnej zabudowy. 